# ハイトビール
ハイトビール株式会社は、大韓民国のビール製造メーカーの1つである。日本ではハイト麦酒株式会社と書かれることもある。

## 歴史
日本のサッポロビールとアサヒビールの前身である大日本麦酒が、主に朝鮮市場向けのビールを製造するために、地元資本と折半して資本金600万円で、1933年8月に、朝鮮麦酒株式会社を設立したのが始まりである。このため、ハイトビールの製品のラベルには「since 1933」と書いてある。
1934年9月に京畿道永登浦（現在のソウル市永登浦区）に工場が設立され、この年よりビールを出荷。1952年以降は長く「クラウン」ブランドを使用してきた。
OBビールに大韓民国国内におけるシェアで大きく差をつけられていた朝鮮麦酒は、1993年、「地下150m天然岩盤水で作ったビール」を売り文句に発売した「ハイト（Hite）」が大ヒットとなった。これにより、OBビールを抑えて国内首位のビールメーカーになり、1998年には社名も現在の「ハイトビール」と変更した。
2010年8月には、ドライビールの『hite d（ハイト ディー）』を発売し、44日間で1000万本を売り上げた。ハイト発売後、OBビールもシェアの挽回を狙って新商品を発売してきているが、2010年現在もハイトビールは国内シェア1位をキープしている。2010年以降、日本などへもビール系飲料を輸出している。

## 商品
主力商品は現在の社名の由来にもなったハイト（Hite）だが、ドライビールのハイト ディー（hite d）、麦芽100%のマックス（Max）などもある。
- ハイト（Hite） - Ice Point（氷点ろ過工法）でビールの不純物と雑味をなくした生ビール。日本にも輸入されている。
- マックス（Max） - 韓国で最初に発売された麦芽100%ビールの『Hite Prime』をリニューアルした商品。
- ハイト ディー（hite d） - デンマークの Danbrew Alectia社との共同開発を通じて誕生したドライビール。日本にも輸入されている。
- S -プレミアム ライト ビール!（S -Premium Light Beer!-） - アルコール度数を3.8%に抑え、カロリーを他製品の3分の2に抑えたライトビール
- Stout（スタウト） - 韓国唯一のプレミアム黒ビール。スタウトの名称であるが、下面発酵であり、ラベルには「LAGER TYPE」の表記もある。

### 日本向け商品
- THE HITE. ジンロ・ドラフト - クリアな味わいとのど越しの第三のビール。眞露株式会社（旧・眞露ジャパン）が輸入・販売。
- ビッキー（Bikky） - フルーティーな香りのあるビールテイスト飲料。眞露株式会社が輸入・販売。
- プライムドラフト（Prime Draft）（レギュラー/グリーン/アルコールフリー）キレのある味わいとすっきりしたのどごしを実現した第三のビールとドイツ産アロマホップと一番麦汁を使ってコクのある仕上がりとしたビールテイスト飲料。眞露株式会社が輸入し、川商フーズが販売。

## 備考
2016年現在、大韓民国のビールメーカーは、ハイトビール（旧・朝鮮麦酒）とOBビール（東洋麦酒）のほぼ2社体制である。1994年、「CASS」ブランドの眞露クアーズ（じんろクアーズ）が新規参入して一時3社体制になったが、1999年に眞露クアーズがOBビールに売却され、結局2社体制に戻ってしまった。一方で眞露クアーズの出資元の眞露は、2006年にハイトビールが買収し、ハイト眞露となった。